# Allodontidae
De Allodontidae zijn een familie van uitgestorven zoogdieren waarvan de fossiele overblijfselen afkomstig zijn uit de lagen die te dateren zijn tussen het Midden-Jura en het Vroeg-Krijt van Europa, Azië, Noord-Amerika en Marokko. Deze kleine herbivoren leefden tijdens het dinosauriërtijdperk. Allodontiden zijn leden van de orde van Multituberculata en van de onderorde Plagiaulacida. Ze behoren dan ook tot de oudste vertegenwoordigers van de orde.
De familie Allodontidae, wiens naam is afgeleid van het Griekse 'ἄλλος' en 'ὀδούς' (andere tand), werd in 1889 geclassificeerd door Othniel Charles Marsh. Het is verdeeld in de twee geslachten Ctenacodon en Psalodon.
De gebitsformule is 3.0.5.2/1.0.4.2. Er zijn dus per zijde drie bovenste voortanden, geen hoektand, vijf premolaren en twee kiezen. De eerste bovenste voortand is klein, de tweede heeft twee knobbels, de derde is spatelvormig of heeft een enkelvoudige hoofdknobbel met een klein knobbeltje erbij.

## Taxonomie
Onderklasse Allotheria Marsh, 1880
- Orde Multituberculata Cope, 1884
  - Onderorde Plagiaulacida Simpson, 1925
    - Familie Allodontidae Marsh, 1889
      - Ctenacodon Marsh, 1879
        - C. serratus Marsh, 1879
        - C. nanus Marsh, 1881
        - C. laticeps Marsh, 1881
        - C. scindens Simpson, 1928

      - Psalodon Simpson, 1926
        - P. potens Marsh, 1887
        - P. fortis Marsh, 1887
        - P. marshi Simpson, 1929